# João Adil Oliveira
João Adil Oliveira (Santiago do Boqueirão, Rio Grande do Sul, em 16 de maio de 1907 - Rio de Janeiro, em 31 de julho de 1976) foi um militar, aviador e espírita brasileiro.

## A aviação militar
Formou-se pela Escola Militar de Realengo, no Rio de Janeiro, em 1934, ingressando  na arma de cavalaria. Logo, passou para a aviação militar do Exército, nela permanecendo até o posto de major. Com a criação do Ministério da Aeronáutica em 20 de janeiro de 1941, foi um dos pioneiros da Força Aérea Brasileira, onde ingressou como tenente-coronel aviador.
Em 1948, coronel-aviador, chefiou o Estado Maior da 2ª Zona Aérea, em Recife e, posteriormente, assumiu o comando da Base Aérea de Salvador, que era guarnecida pela esquadrilha dos bombardeiros B-25.

## A ufologia
Como chefe da 2ª Seção da 3ª Zona Aérea, no Rio de Janeiro, em 1954, foi designado pelo Ministro da Aeronáutica, Brigadeiro Eduardo Gomes, para chefiar a primeira "Comissão de Investigação sobre os Discos voadores" criada no Brasil. Em palestra na Escola Superior de Guerra, falou para o alto escalão das Forças Armadas da época, inclusive o chefe do EMFA, brigadeiro Gervásio Duncan, e o próprio Ministro, além de técnicos, cientistas e jornalistas credenciados, relatando as conclusões positivas do seu trabalho.

## Inquérito do Galeão

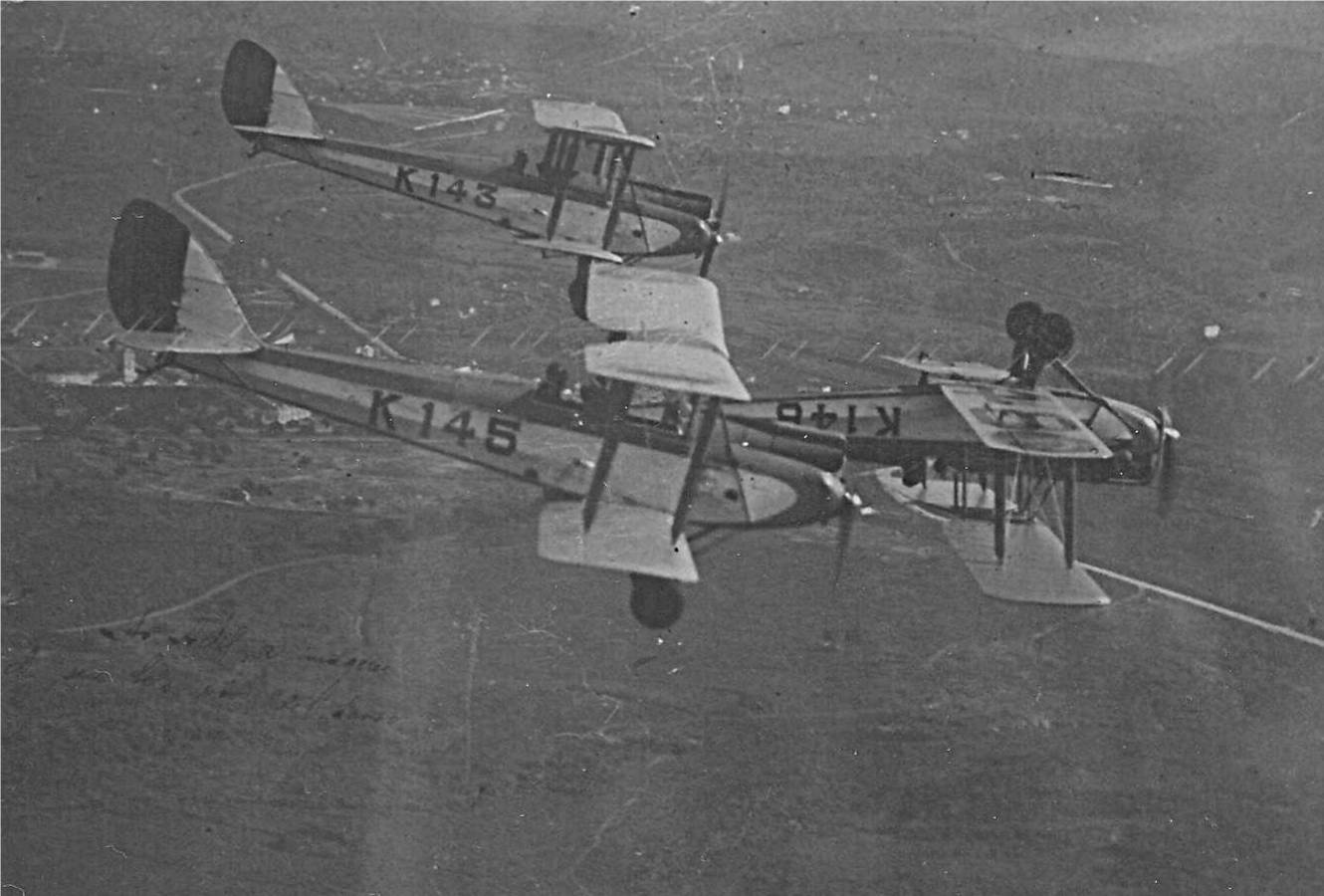
Voo em formação dos pioneiros da aviação militar Adil (dorso), Nero Moura (ala direita) e Montenegro (ala esquerda).

No mesmo ano ocorreu o atentado por arma de fogo da Rua Tonelero contra o jornalista Carlos Lacerda, no dia 4 para 5 de agosto,  no qual foram feridos, além do jornalista, o guarda civil Salvio Romeiro e o major da Aeronáutica Rubens Florentino Vaz, que se revezava com outros companheiros de farda na segurança do primeiro e acabou falecendo. No dia 11, com o apoio da grande maioria dos oficiais da Aeronáutica, o coronel João Adil solicitou ao Ministro Nero Moura a instauração de um inquérito policial-militar (IPM) para apurar o atentado, justificando o pedido com a alegação de que a arma utilizada era de uso privativo das forças armadas e a vítima havia sido um militar. Esse inquérito realizado em colaboração com o inquérito policial da Delegacia de Copacabana, alcançou pleno êxito em identificar os assassinos dentre os membros da guarda pessoal do Presidente Getúlio Vargas, chefiada por Gregório Fortunato.

## O generalato
Foi promovido pelo Presidente Jânio Quadros ao posto de Brigadeiro, que o nomeou, em 1961, comandante da 2ª Zona Aérea de Recife. Em 1964 assumiu o comando da 3ª Zona Aérea no Rio de Janeiro. Pelo tratamento humano e cavalheiresco que dispensava aos presos políticos recolhidos à sua unidade militar, os quais faziam as refeições na mesa do comandante, como seus convidados, acabou sendo substituído, por determinação do Presidente Emílio Garrastazu Médici, pelo polêmico Brigadeiro João Paulo Moreira Burnier que, segundo alguns, pretendeu explodir o gasômetro do Caju para atribuir a ação aos comunistas.
Seguidor do espiritismo científico participou de diversas experiência em seções de materialização, escrevendo uma monografia sobre o assunto. Era membro da Sociedade de Parapsicologia.
Passou à reserva quando Major-Brigadeiro, sendo promovido à Marechal do Ar, tornando-se o último militar distinguido com essa patente no Brasil. Depois da sua morte foi homenageado pela municipalidade carioca com o nome de uma rua do Bairro de Irajá. Também era distinguido com o oficialato da Ordem do Mérito Aeronáutico, recebido em 10 de dezembro de 1950
A Manhã, Rio de Janeiro, 10/12/1950, p. 13</ref>.